# Festival van Avignon

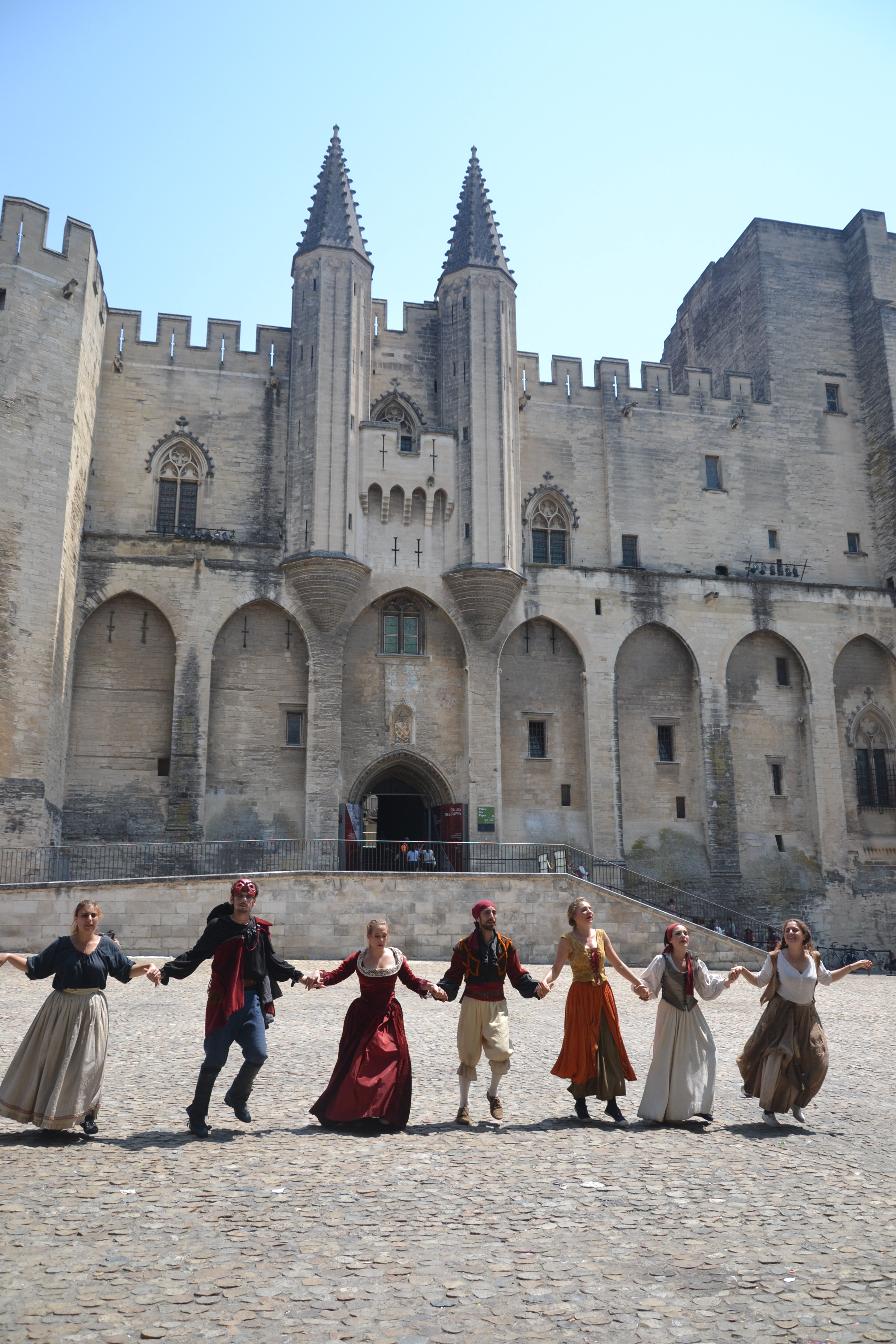
Straatartiesten voor het Palais des Papes, 2015

Het Festival van Avignon is een kunstfestival dat jaarlijks in juli plaatsvindt in de Franse stad Avignon.
Het festival kwam tot stand in september 1947 tijdens een tentoonstelling van hedendaagse kunst, waar Jean Vilar en zijn theatergezelschap was uitgenodigd om op te treden in het Cour d'Honneur van het Palais des Papes. Jean Vilar werd uitgenodigd om "Moord in de Kathedraal" van T.S. Eliot op het toneel te zetten; dat wees hij af. Hij stelde voor dat er drie andere toneelstukken zouden worden uitgevoerd, Richard II van William Shakespeare. "Tobie et Sara" van Paul Claudel en "La Terrasse de Midi" van Maurice Clavel. Hierna bleven ze in juli ieder jaar terugkeren naar wat een week van dramatische kunsten in Avignon" werd genoemd.
In het begin was het festival het werk van Jean Vilar. Zijn doel was om de cultuur van het toen nog elitaire theater naar het volk, en in het bijzonder de jeugd, te brengen. Samen met de acteurs van zijn gezelschap, zoals Jeanne Moreau, Daniel Sorano en Maria Casares, en de bevolking van Avignon werd er hard gewerkt om het festival te arrangeren. De toeschouwers waren enthousiaste getuigen van het herscheppen van het conventionele theater dat van een gebouw afhankelijk is in een theater dat risico's durft te nemen.
Na zijn benoeming tot leider van het Théâtre du Palais de Chaillot in 1951 werd Avignon een locatie waar hij telkens naar terugkeerde met zijn theatergezelschap, het Théâtre National Populaire, totdat hij zich in 1963 terugtrok als leider. Hij ging hierna door met zijn activiteiten voor het festival op andere gebieden dan de regie. De opvoeringen van "Le Cid" van Corneille en "Richard II" van Shakespeare zijn optredens die legendarisch zijn geworden, zowel in de theatergeschiedenis als in Avignon.
Vanaf 1964 richtte Jean Vilar zich vooral op het leiden van het festival, hij wilde het een plaats maken waar over de samenleving gereflecteerd en gepraat werd. Vilar wilde ook andere kunstvormen tonen, inviteerde andere regisseurs, en naderhand werd dans, film en muziektheater geïntroduceerd in het festival. Het festival duurt vier weken, op pleinen en andere plaatsen in de stad.
Na de dood van Vilar in 1971 werd Paul Puaux, die naast een goede vriend ook zijn assistent was, de nieuwe directeur. Het festival was inmiddels groot en complex geworden, met nieuwe uitdrukkingsvormen en ervaringen. Naast de opvoeringen en shows werden nu ook workshops georganiseerd, filmvoorstellingen, voorlees-sessies, debatten, muziek en kindertheater. In 1979 stapte Puaux op, hij wilde al zijn aandacht aan het besturen van het "Maison Jean Vilar" geven.
Sindsdien wordt het festival geleid door een commissie geleid door de burgemeester van Avignon. Het prestige en de complexiteit ervan is gegroeid door de jaren heen, onder de artistieke leiding van Bernard Faivre d'Arcier (1980-1984 en 1993-2003), Alain Crombecque (1985-1992) en in 2004 van Hortense Archambaud en Vincent Baudriller.
Naast het officiële programma wordt het Avignon Public Off georganiseerd door een aantal groepen die hedendaagse optredens tonen. Door haar brede en gevarieerde programma is het festival een jaarlijkse ontmoeting geworden tussen theaterliefhebbers en mensen die binnen het theater werkzaam zijn.
Het festival is nu groot geworden, haar doel is het bekendmaken van nieuwe Franse en buitenlandse drama- en dansproducties. Per jaar zijn er nu ongeveer veertig nieuwe producties, en zijn er meer dan 100.000 betalende toeschouwers die de verschillende activiteiten bezoeken. De producties vallen in drie hoofdcategorieën, de "creations mondiales" oftewel wereldpremières, de "creations" (de nieuwe producties) en de "creations en France" (producties opgevoerd in het buitenland in hun oorspronkelijke taal).
Op 26 maart 2014 maakte directeur Olivier Py bekend dat het festival Avignon gaat verlaten indien Front National er aan de macht komt.